# Three Days Grace (album)
Three Days Grace – pierwszy album studyjny kanadyjskiej grupy rockowej Three Days Grace.

## Lista utworów
Opracowano na podstawie materiału źródłowego.
1. "Burn" – 4:27
2. "Just Like You" – 3:06
3. "I Hate Everything About You" – 3:51
4. "Home" (Three Days Grace, Gavin Brown, S. Wilcox) – 4:20
5. "Scared" (Three Days Grace, Matt Walst) – 3:13
6. "Let You Down" – 3:44
7. "Now or Never" – 3:00
8. "Born Like This" – 3:32
9. "Drown" – 3:28
10. "Wake Up" (Three Days Grace, Gavin Brown, S. Wilcox) – 3:24
11. "Take Me Under" – 4:18
12. "Overrated" – 3:30